# Глен Вајт (Западна Вирџинија)
Глен Вајт (енгл. Glen White) насељено је место без административног статуса у америчкој савезној држави Западна Вирџинија.

## Демографија
По попису из 2010. године број становника је 266.
| Група             | 2000.    | 2010.       |
| Белци             | 0 (0,0%) | 195 (73,3%) |
| Афроамериканци    | 0 (0,0%) | 57 (21,4%)  |
| Азијати           | 0 (0,0%) | 0 (0,0%)    |
| Хиспаноамериканци | 0 (0,0%) | 2 (0,8%)    |
| Укупно            | 0        | 266         |